# Sean Hayes
Sean Patrick Hayes (ur. 26 czerwca 1970 w Chicago) – amerykański aktor, komik, producent i kompozytor.

## Życiorys

### Wczesne lata
Urodził się w Chicago w stanie Illinois w rodzinie rzymskokatolickiej jako najmłodsze z pięciorga dzieci Mary Hayes, dyrektorki banku żywnościowego, i Ronalda Hayesa, litografa. Jego rodzina była pochodzenia irlandzkiego, niemieckiego i austriackiego. Ma trzech starszych braci: Dennisa (ur. 1963), Kevina (ur. 1964) i Michaela (ur. 1965) oraz starszą siostrę Tracey (ur. 1967). W 1988 ukończył szkołę średnią Glenbard West High School w Glen Ellyn, w stanie Illinois. W 1992 otrzymał licencjat na wydziale gry na fortepianie i dyrygentury na Uniwersytecie Stanowym Illinois w Normal w Illinois.

### Kariera
Swoją karierę rozpoczął jako pianista klasyczny i dyrygent w Pheasant Run Theater w St. Charles, w stanie Illinois. Był kompozytorem muzyki do sztuki Sofoklesa Antygona w Steppenwolf Theatre Company w Chicago, zanim przyłączył się do trupy komików improwizujących The Second City w Chicago, do której niegdyś należał m.in. John Belushi i jego brat James Belushi, i The Comedy Club w Los Angeles.
Po raz pierwszy zetknął się z filmem w 1986, gdy kręcono w jego szkole komedię romantyczną Lucas (1986) z udziałem Winony Ryder.
W 1995 przeniósł się do Los Angeles, gdzie pracował jako komik, aktor teatralny, brał udział w reklamach: produktu Frito-Lay Doritos 3-D (1998), Pepsi-Cola (1998), Geico Direct (1999), InBev Bud Lite (1999), 1-800-COLLECT (1999).
Zadebiutował w niezależnej komedii romantycznej Billy’s Hollywood Screen Kiss (1998). Sukcesem stała się kreacja Jacka McFarlanda, zniewieściałego przyjaciela Willa (Eric McCormack) w sitcomie NBC Will & Grace (1998–2006), za którą został uhonorowany nagrodą Emmy oraz sześcioma nominacjami do nagrody Złotego Globu.
Pojawił się także w jednym z odcinków sitcomu NBC Hoży doktorzy (Scrubs, 2001) jako Nick Murdoch.

## Hazy Mills Productions
Sean Hayes, wspólnie z Toddem Millinerem założył w 2004 roku firmę Hazy Mills Productions, która zajmuje się produkcją filmową i telewizyjną. Firma ta odpowiedzialna jest za produkcję takich programów, jak:
- Rozpalić Cleveland (2010–2015) – komedia dla TV Land
- Grimm (2011–2017) – dark fantasy dla telewizji NBC
- The Soul Man (2012–2016) – sitcom dla TV Land
- Hollywood Game Night (2013) – teleturniej z udziałem gwiazd dla NBC
- Sean Saves the World (2013) – sitcom dla NBC

## Życie prywatne
W 2010 Sean wyznał publicznie, że jest gejem. Do ujawnienia orientacji seksualnej skłoniła go choroba nowotworowa partnera Scotta Icenogle, z którym zawarł związek małżeński w listopadzie 2014.

## Filmografia

### filmy fabularne
- 1998: Billy’s Hollywood Screen Kiss jako Billy Collier
- 2001: Psy i koty (Cats & Dogs) jako pan Tinkles (głos)
- 2003: Wizyta u April (Pieces of April) jako Wayne
- 2003: Kot (The Cat in the Hat) jako pan Hank Humberfloob (głos)
- 2004: Wygraj randkę jako Richard Levy
- 2006: Randka z o.o. jako Victor
- 2007: Choć goni nas czas jako Matthew
- 2010: Psy i koty: Odwet Kitty jako pan Tinkles (głos)
- 2012: Głupi, głupszy, najgłupszy jako Larry Fine
- 2012: Bij i wiej jako Sandy Osterman
- 2013: Uniwersytet potworny jako Terri Perry (głos)
- 2017: Emotki. Film jako Steven (głos)

### seriale TV
- 1998–2006: Will & Grace jako Jack McFarland
- 2001: Hoży doktorzy (Scrubs) jako Nick Murdoch
- 2001: Saturday Night Live
- 2007: Rockefeller Plaza 30 jako Jesse Parcell
- 2010–2015: Rozpalić Cleveland jako Chad
- 2011–2017: Grimm
- 2012: Parks and Recreation jako Buddy Wood
- 2012: Do białego rana jako Walter
- 2013: Smash jako Terrence Falls
- 2013: Amerykański tata jako Foster (głos)
- 2013–2014: Sean Saves the World jako Sean Harrison
- 2014: Millerowie jako Kip Finkle
- 2014: Wielki powrót w roli samego siebie
- 2016: Crowded
- 2017: Zaplątane przygody Roszpunki jako Pete Guard (głos)
- 2017–: Will & Grace jako Jack McFarland